# Hall & Oates
Hall & Oates è stato un duo musicale pop rock statunitense nato nel 1969 a Filadelfia e formato dal cantante Daryl Hall ed il musicista e produttore John Oates.

## Storia
La formazione raggiunse l'apice del successo tra la fine degli anni settanta e la metà degli anni ottanta specializzandosi in un mix di pop rock e rhythm and blues da loro stessi definito Rock and soul. Sono conosciuti principalmente per aver piazzato sei singoli al numero uno della Billboard Hot 100: Rich Girl, Kiss on My List, Private Eyes, I Can't Go for That (No Can Do), Maneater e Out of Touch. Raggiunta la Top 40 singoli per l'ultima volta nel 1990, il gruppo sparì lentamente dalle classifiche.
Tuttora in attività, continuano a produrre nuovo materiale ed a suonare con successo in tournée. Complessivamente il progetto Hall & Oates ha posizionato 34 singoli nella Billboard Hot 100 e venduto 60 milioni di album in tutto il mondo.

## Formazione
- Daryl Hall - voce, chitarre, tastiere
- John Oates - voce, chitarre, basso

### Musicisti di accompagnamento
Musicisti attuali
- Charles DeChant - sassofono, flauto, percussioni, tastiere, cori (1976-presente)
- Brian Dunne - batteria
- Eliot Lewis - tastiere, cori
- Klyde Jones - basso, cori (2011-presente)
- Porter Carroll - percussioni, cori (2011-presente)
- Shane Theriot - chitarre, cori (2013-presente)

Musicisti del passato
- Tom "T-Bone" Wolk - basso, chitarra, cori, produttore
- Leland Sklar - basso
- Bob Mayo - tastiere, chitarre, cori
- GE Smith - chitarre, cori
- Mickey Curry - batteria
- Jeff Catania - chitarre
- John Korba - tastiere, chitarra, cori
- Willie Wilcox - batteria
- John Siegler - basso
- Mike Braun - batteria
- Jerry Marotta - batteria
- Caleb Quaye - chitarre
- Kasim Sulton - basso, tastiere, cori
- Aaron G. Wilkinson - strumenti
- Shane "Da Pain" Carter - strumenti
- Kenny Passarelli - basso
- Keith Merritt - percussioni
- Robbie Michael - keytar
- Danny Luna - chitarra
- Mike Klvaňa - tastiere, tecnologia banda
- Roger Pope - batteria
- David Kent - tastiere
- Todd Sharp - chitarre
- Stephen Dees - basso
- Eddie Zyne - batteria
- Paul Pesco - chitarra (1988-2001, 2010-2013)
- Zev Katz - basso
- Everett Bradley - percussioni, cori

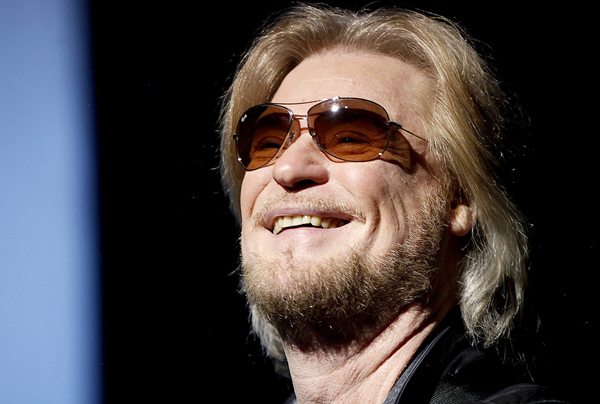
Daryl Hall

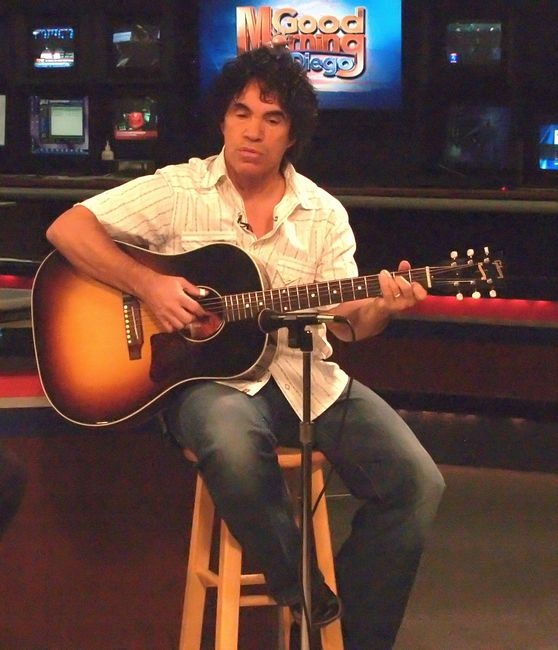
John Oates

- Jim Gordon - batteria
- Brad Fiedel - tastiere

## Discografia
Album in studio
- 1972 – Whole Oats (Atlantic Records)
- 1973 – Abandoned Luncheonette (Atlantic Records)
- 1974 – War Babies (Atlantic Records)
- 1975 – Daryl Hall & John Oates (RCA Records)
- 1976 – Bigger Than Both of Us (RCA Records)
- 1977 – Beauty on a Back Street (RCA Records)
- 1978 – Along the Red Ledge (RCA Records)
- 1979 – X-Static (RCA Records)
- 1980 – Voices (RCA Records)
- 1981 – Private Eyes (RCA Records)
- 1982 – H2O (RCA Records)
- 1984 – Big Bam Boom (RCA Records)
- 1988 – Ooh Yeah! (Arista Records)
- 1990 – Change of Season (Arista Records)
- 1997 – Marigold Sky (Push Records)
- 1999 - Angelina (Elap Records)
- 2003 – Do It for Love (U-Watch Records)
- 2004 – Our Kind of Soul (U-Watch Records)
- 2006 – Home for Christmas (U-Watch Records)

Album dal vivo
- 1978 - Livetime (RCA Records)
- 1985 - Live at the Apollo with David Ruffin and Eddie Kendricks (RCA Records)
- 2008 – Live at the Troubadour

Raccolte
- 1977 - No Goodbyes (Atlantic Records)
- 1983 - Rock 'n Soul Part 1 (RCA Records)
- 1996 - The Atlantic Collection (Atlantic Records)
- 2005 - The Essential Daryl Hall & John Oates (RCA Records, Arista Records, Legacy Recordings)